# Розколи християнської церкви
Розко́ли християнської церкви (дав.-гр. σχίσμα — поділ, розщеплення) — відокремлення частини церкви чи поділ на кілька частин через канонічні суперечності.

## Розколи у християнстві
- Халкедонський розкол (450 р.)
- Акакіаський розкол (484 р.)
- «Велика схизма» (1054 р.)
- Московсько-Константинопольська схизма (XV-XVI ст.)
- Реформація (1517 р.)
- Розкол Церкви Сходу (1552 р.)
- Берестейська унія як спроба об'єднання (1596 р.).
- Мінська схизма (2018 p.).
- Екуменічний рух

### Халкедонський розкол
Що стосується самої назви, титулу «православний», то він виник після четвертого Вселенського Собору, який відбувся в 451 році в Халкедоні, і слугував для означення прихильників так званого халкедонського христологічного догмату про іпостасну (особову) єдність двох природ (божої та людської) у Христі. Противники Собору — монофізити (навчали про єдину божественну природу в Христі, яка «засвоїла» людські властивості, за філософським принципом божественна субстанція — людські акциденції) — були визнані єретиками та засуджені (анафема).
Так відбувся перший значущий розкол Церкви (схизма), який дав початок так званим дохалкедонським Церквам (для прикладу — Вірменська Церква). Щоправда, представники дохалкедонських Церков (та й деяких інших Церков, як це видно із спільної декларації Римо-Католицької та Вірменської Церков, підписаної у 2002 році) не вважають себе монофізитами, твердячи радше про термінологічні відмінності, що спричинили догматичні непорозуміння. Натомість основну причину розколу вони вбачають в імперській сутності Візантійського Православ'я, заперечуючи великий візантійський принцип християнської імперії, опертої на принципі симфонії Церкви і Держави. Саме тому вони називали прихильників халкедонського православ'я «мелкітами» — цареславцями.
Історія халкедонського розколу показує нам на два моменти у понятті «православний»: віросповідальний, прийнятний і для сучасних дохалкедонітів, та симфонійний, характерний для Церков візантійської традиції. Ось чому згодом і дохалкедонські Церкви засвоїли до себе назву «православні», іменуючи себе Орієнтальними (Східними) Православними Церквами.
У візантійській традиції титул «православний» остаточно закріпився після іконоборства, яке завершилось «торжеством Православ'я» у IX столітті (святкується у Першу неділю Великого Посту). Так поняття «православний» включило в себе ще один момент — духовно-літургійний. У такому значенні титул «православний», за деяким винятком стосовно свого симфонійного значення, про що слід вести окрему розмову, закріпився й у київській християнській традиції.

### «Велика схизма»
Між церквами виникли й богословські суперечки: східна дотримувалася Нікейського символу віри, згідно з яким Святий Дух походить тільки від Бога-Отця. Західна стверджувала, що походить він і від Бога-Сина (принцип «філіокве» — і від Сина). Східна церква не визнавала і причащання прісним хлібом, посту в суботу, заперечувала целібат (безшлюбність) священослужителів та ін. Були суперечності й щодо територіальної сфери впливу обох церков. У середині XI ст. ця боротьба переросла в гострий конфлікт, який завершився тим, що посланець Папи Льва IX кардинал Гумберт 16 липня 1054 p. піддав анафемі візантійського патріарха Михаїла Керуларія. У відповідь собор візантійських єпископів оголосив анафему папським посланцям, звинуватив Рим у тому, що він перекрутив Символ віри, коли прийняв постанову Ахенського собору (809 p.) про філіокве. Так стався поділ християнства на Західну (Римську) церкву, яка пізніше стала зватися католицькою (грец. katholikos — загальний, вселенський) і Східну (Константинопольську), що стала іменуватися згодом православною (лат. — ортодоксальний).
Розкол (схизма — грец. chisma) у християнстві був породжений ще й різним становищем церкви у Західній та Східній Римських імперіях. Відсутність централізованої влади у Західній імперії сприяла посиленню ролі римських пап. У Східній імперії патріарх підпорядковувався імператору, який був і главою церкви. Західна церква була політично незалежнішою та централізованішою. Особливості історичного розвитку і функціонування Західної та
Східної церков зумовили відмінності в церковній догматиці, церковній організації, богослужінні. Тому розкол 1054 p. лише організаційно оформив розбіжності, які століттями існували між
християнськими церквами.

## Велика західна схизма 1378-1417
Наступником папи Григорія XI під впливом аристократичних країн і народу було обрано італійця Урбана VI. Новообраний папа вирішив розпочати реформи з кардинальської курії, яка складалася з 16 чоловік (11- французів), призначивши нових 29 кардиналів. Французи, які були в більшості в курії, виступили проти папи, оголосили його обрання недійсним, зробленим під тиском народу та обрали нового папу французького походження Климента VII, який повернувся до Авіньйону. Обидва папи відлучили один одного від Церкви, поставивши її в схизму. Ситуація була тупиковою, адже в основі розколу лежали непримиренні політичні розбіжності між найбільшими європейськими державами. Для подолання схизми було запропоновано обом папам відмовитися від свого престолу, проте такий варіант вони відкинули; прихильникам єдності церкви не залишалося нічого іншого, як скликати Собор, на якому повинна бути подолана схизма. Проте і ця ідея мала свої недоліки, адже згідно з канонічним правом латинської церкви Вселенський Собор мав право скликати лише папа Римський, а тодішні папи не давали своєї згоди на його скликання. У 1401 колегія кардиналів обох пап відмовила у підтримці своїм папам  і скликала собор, який відбувся в м. Піза 1409 р. На цьому соборі усунено Авіньйонського папу Бенедикта XIII і римського Григорія XII та обрано нового - Олександра V, проте ні Авіньйонський, ні Римський папа не визнали рішень Пізанського собору. Замість двох пап християнський світ отримав три.  

### Реформація
У XVI ст. стався ще один великий церковний розкол, коли у Західній Європі в процесі Реформації від католицизму відокремилися протестантські церкви. Так у християнстві виникли три основні течії: православ'я, католицизм і протестантизм.

### Екуменічний рух
Багато священнослужителів і мирян вважають ці розколи історичною недоречністю. Саме на цих засадах виник на початку XX ст. екуменічний рух (грец. oikumene — заселена земля, світ), метою якого є об'єднання християнських церков, він має багато своїх прихильників серед протестантів, православних, католиків. У 1995 p. підтримав його і Папа Іван Павло II. Екуменізм є метою діяльності Всесвітньої Ради Церков, штаб-квартира якої знаходиться в Женеві (Швейцарія). До її складу входить понад 320 християнських об'єднань. Водночас існують потужні антиекуміністичні традиції (Російська православна церква).

## Також
- Християнська Церква#Єдність і розколи Церкви
- Список християнських конфесій і церков
- Мінська схизма (2018)